# Annals of Probability
The Annals of Probability es una importante revista de probabilidad revisada por pares publicada por el Instituto de Estadística Matemática, que es la principal sociedad internacional para investigadores en las áreas de probabilidad y estadística. La revista se inició en 1973 como una continuación de parte de Annals of Mathematical Statistics, que se dividió en Annals of Statistics y esta revista.
En julio de 2021, la revista ocupó el séptimo lugar en el campo Probabilidad y estadística con aplicaciones según Google Scholar. Tuvo un factor de impacto de 1.470 (a 2010), según Journal Citation Reports. El factor de impacto para 2018 es 2,085. Su CiteScore es 4,3 y SCImago Journal Rank es 3,184, ambos de 2020.

## Editores en jefe: pasado y presente
Las siguientes personas han sido editoras en jefe de la revista: 
- Ronald Pyke (1972-1975) [7][8]
- Patricio Billingsley (1976-1978) [9]
- Richard M. Dudley (1979-1981) [10]
- Thomas M. Liggett (1985-1987) [11]
- Peter E. Ney (1988-1990)
- Burgess Davis (1991-1993) [12]
- James W. Pitman (1994-1996)
- Raghu Varadhan (1997-1999)
- Thomas Kurtz (2000-2002)
- Steven Lalley (2003-2005)
- Greg Lawler (2006-2008) [13]
- Oferta Zeitouni (2009-2011)
- Krzysztof Burdzy (2012-2014) [14]
- María Eulália Vares (2015-2017)
- Amir Dembo (2018-2020)
- Christophe Garban y Alice Guionnet (2021-2023) [15]